# Dasiops sagittiferus
Dasiops sagittiferus är en tvåvingeart som beskrevs av Mcalpine 1964. Dasiops sagittiferus ingår i släktet Dasiops och familjen stjärtflugor. Inga underarter finns listade i Catalogue of Life.